# Pardosa saltuaria
Pardosa saltuaria là một loài nhện trong họ Lycosidae.
Loài này thuộc chi Pardosa. Pardosa saltuaria được Ludwig Carl Christian Koch miêu tả năm 1870.